# ガンナ
ガンナ（Gunna、1993年6月14日 - ）はアメリカ合衆国のラッパーである。本名はセルジオ・キッチンズ（Sergio Kitchens）。 
2018年の楽曲「Drip Too Hard」が全米4位のヒットを記録し、メインストリームでの知名度を獲得する。2019年にはデビューアルバム『Drip or Drown 2』をリリース。2020年に2作目のアルバム『Wunna』をリリースし全米1位を記録する。 

## 生い立ち
ガンナはジョージア州のカレッジパークで生まれる。フューチャーやキャムロン、アウトキャスト、ヤング・サグを聞いて育つ。2015年12月に亡くなったKeith Troupを通してヤング・サグと出会う。

## 来歴

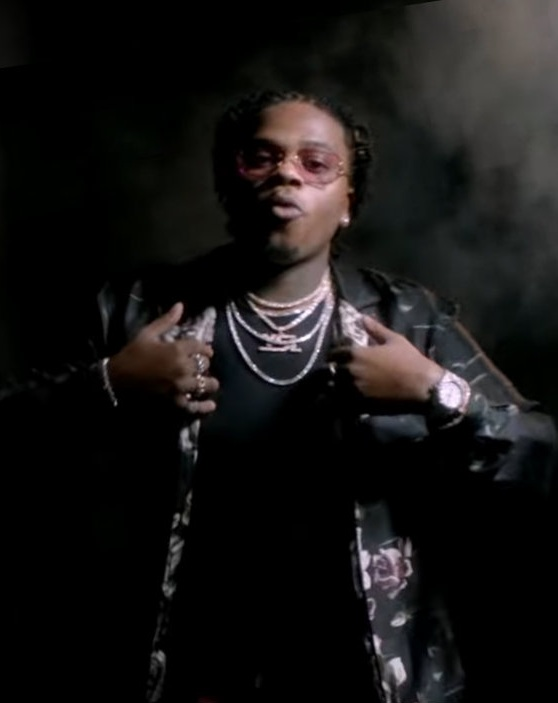
Gunna（2018年）

2018年、ミックステープ『Drip Season 3』をリリースしBillboard 200で55位を記録する。リル・ベイビーとのシングル「Drip Too Hard」が全米4位のヒットを記録し、メインストリームでの知名度を獲得した。
2019年2月22日、デビュー・スタジオアルバム『Drip or Drown 2』をリリースし、全米3位を記録。
2020年5月22日、2作目のスタジオアルバム『Wunna』をリリースし、全米チャートで初登場1位を記録した。

## 人物

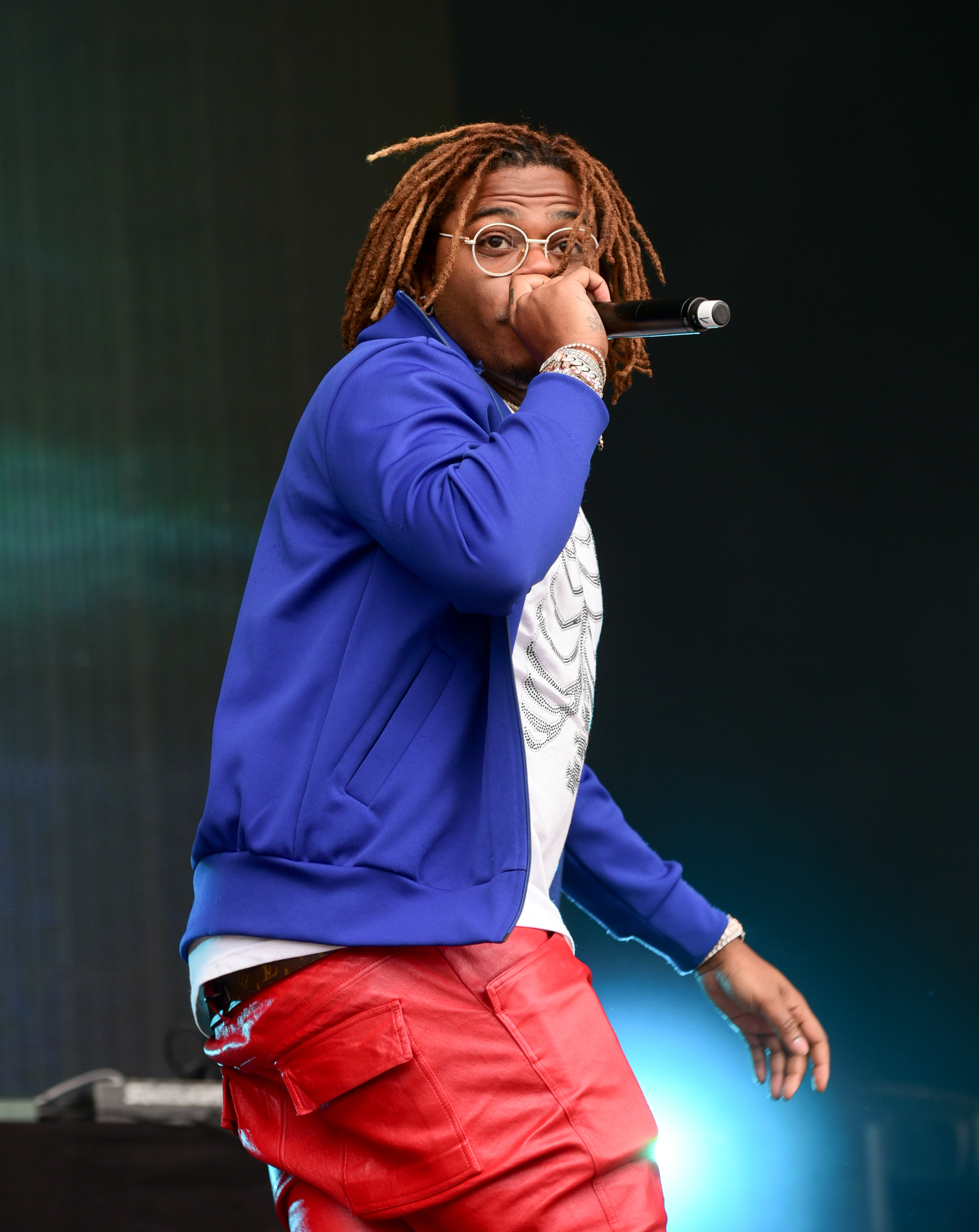
Openair Frauenfeldに出演するGunna（2019年）

### 騒動
2019年12月29日、バトンルージュのラッパーであるTecは、ガンナが『Crimestoppers』のエピソードに出演し、警察と協力して「犯罪者を密告していた」と主張した。ガンナはTecの告発を否定し「調べればわかることだ」とコメントしている。またTecは、ガンナがヤング・サグのファションブランドを盗作しているなどと主張した。
2020年6月8日、ガンナも出演していたLil Keedの楽曲「Fox 5」のミュージックビデオの撮影中に銃撃事件が発生した。銃撃の結果、2人が命に別状のない負傷を負う。銃撃事件が起きたのは、当時多くの黒人市民が警察や他の人種によって殺害されるというBlack Lives Matterの抗議活動が行われた数週間後であったため、ファンは心配していた。翌日、ガンナとヤング・サグは無事であることが確認され、楽曲は6月12日にリリースされている。 

### 事件
2018年6月3日、ガンナとレコードプロデューサーでDJのTaurusは、ダイヤモンド・グリルでライブを行うためにアーカンソー州ジョーンズボロに向かう途中で道に迷い、警察官に道を尋ねた。警官は車からマリファナやエクスタシーなどの薬物の匂いを感じ、車内を捜索したところ食用のマリファナの箱を発見したため、ガンナとDJは共に逮捕された。2人は翌日に2,500ドルの保釈金で釈放され、2018年7月27日に出廷することになった。

## ディスコグラフィー

### スタジオ・アルバム
| タイトル         | アルバム詳細 | ピーク最高位 | ピーク最高位 | ピーク最高位 | ピーク最高位 | ピーク最高位 | ピーク最高位 | ピーク最高位 |
| タイトル         | アルバム詳細 | US           | CAN          | FRA          | IRE          | NLD          | NZ           | UK           |
| ---------------- | --- | ------------ | ------------ | ------------ | ------------ | ------------ | ------------ | ------------ |
| Drip or Drown 2  | - 発売日: 2019年2月22日 - レーベル: YSL, 300 - フォーマット: LP, デジタルダウンロード                                     | 3            | 5            | 79           | 63           | 19           | 35           | 24           |
| Wunna            | - 発売日: 2020年5月22日 - レーベル: YSL, 300 - フォーマット: LP, デジタルダウンロード                                     | 1            | 1            | 14           | 14           | 8            | 7            | 5            |
| DS4Ever          | - 発売日: 2022年1月7日 - レーベル: YSL、300 - フォーマット: CD、LP、カセット、デジタルダウンロード、ストリーミング        | 1            | 2            | 22           | 6            | 15           | 11           | 4            |
| A Gift & a Curse | - 発売日: 2023年6月16日 - レーベル: ガンナミュージック、YSL、300 - フォーマット: LP、デジタルダウンロード、ストリーミング | 3            | 4            | 43           | 33           | 19           | 12           | 9            |
| One of Wun       | - 発売日: 2024年5月10日 - レーベル: ガンナミュージック、YSL、300 - フォーマット: デジタルダウンロード、ストリーミング     | 2            | 5            | 50           | 14           | 7            | 10           | 4            |

### ミックステープ
Yung Gunnaとして
| タイトル  | 詳細                                                                                            |
| --------- | ----------------------------------------------------------------------------------------------- |
| Hard Body | - 発売日：2013年6月16日 - レーベル:SPCエンターテインメント - フォーマット: デジタルダウンロード |

Gunnaとして
| Drip Season                 | - 発売日：2016年10月14日 - レーベル:YSL - フォーマット:デジタルダウンロード             | —  | —  | —  |
| Drip Season 2               | - 発売日：2017年5月11日 - レーベル:YSL - フォーマット:デジタルダウンロード              | —  | —  | —  |
| Drip Season 3               | - 発売日：2018年2月2日 - レーベル:YSL - フォーマット:デジタルダウンロード               | 55 | 25 | 20 |
| Drip Harder (with Lil Baby) | - 発売日：2018年10月5日 - レーベル:YSL,4PF,Wolfpack - フォーマット:デジタルダウンロード | —  | —  | —  |
| "—"は記録無しや未発売。     |                                                                                         |    |    |    |

### EPs
| タイトル                    | アルバム詳細                                                                |
| --------------------------- | --------------------------------------------------------------------------- |
| Drip or Drown (with Wheezy) | - 発売日：2017年11月30日 - レーベル:YSL - フォーマット:デジタルダウンロード |